# Partido di Adolfo Alsina
Il partido di Adolfo Alsina è un dipartimento (partido) dell'Argentina facente parte della Provincia di Buenos Aires. È situato all'estremità occidentale della provincia, al confine con la provincia di La Pampa. Il capoluogo è Carhué. 
È stato istituito con legge n. 1.827 della provincia di Buenos Aires il 28 luglio 1886.

## Geografia

### Località
- Carhué
- Rivera
- Villa Maza
- San Michele Arcangelo (Argentina)
- Esteban Agustín Gascón
- Delfín Huergo
- La Pala
- Thames
- Yutuyaco (también Villa Epumer)

### Luoghi rurali
- Adelina Grande
- Arano
- Arturo Vatteone
- Avestruz
- Canónigo Gorriti
- Colonia Centurión
- Colonia Lapin
- Colonia Levy Nº 2
- Colonia Nueva Salliqueló
- Colonia Philippson
- Colonia Santa Mariana
- Colonia Yewish
- El triángulo
- Fatraló
- J.V.Silley
- La Agustina
- La Concepción
- La Conquista
- La Primavera
- La Salada
- Villa Epecuén
- Leubucó
- Los Gauchos
- Murature
- Parada Cañada Mariano
- San Marcos
- Tres Lagunas
- Villa Margarita

## Amministrazione
| Intendente         | Mandato                             | Partito | Elezioni |
| ------------------ | ----------------------------------- | ------- | -------- |
| Raúl González      | 10 dicembre 1983 - 10 dicembre 1987 | UCR     | 1983     |
| Guillermo Narbaitz | 10 dicembre 1987 - 10 dicembre 1991 | UCR     | 1987     |
| Guillermo Narbaitz | 10 dicembre 1991 - 24 febbraio 1993 | UCR     | 1991     |
| Olga Urritia       | 24 febbraio 1993 - 10 dicembre 1993 | UCR     | 1991     |
| Oscar Bonjour      | 10 dicembre 1993 - 10 giugno 1994   | PJ      | 1993     |
| Abel Arnoldo Arias | 10 giugno 1994 - 6 aprile 1995      | PJ      | 1993     |
| Oscar Bonjour      | 6 aprile 1995 - 10 dicembre 1995    | PJ      | 1993     |
| Oscar Bonjour      | 10 dicembre 1995 - 1 settembre 1996 | PJ      | 1995     |
| Alberto Gutt       | 2 settembre 1996 - 10 dicembre 1997 | PJ      | 1995     |
| Alberto Gutt       | 10 dicembre 1997 - 10 dicembre 1999 | PJ      | 1997     |
| Alberto Gutt       | 10 dicembre 1999 - 10 dicembre 2003 | PJ      | 1999     |
| Alberto Gutt       | 10 dicembre 2003 - 10 dicembre 2007 | PJ      | 2003     |
| Alberto Gutt       | 10 dicembre 2007 - 10 dicembre 2011 | PJ      | 2007     |
| David Hirtz        | 10 dicembre 2011 - 10 dicembre 2015 | UCR     | 2011     |
| David Hirtz        | 10 dicembre 2015 - 10 dicembre 2019 | UCR     | 2015     |
| Javier Andres      | 10 dicembre 2019 - 10 dicembre 2023 | UCR     | 2019     |
| Javier Andres      | 10 dicembre 2023 - in carica        | UCR     | 2023     |

1. 1 2  Rinuncia alla carica
2. 1 2 3  Ad interim
3. ↑  Morto durante il mandato